# Hermann von der Pfordten
Hermann von der Pfordten (* 5. Juli 1857 in München; † 18. November 1933 in München) war ein deutscher Altphilologe und Musikwissenschaftler.

## Leben
Ludwig Hermann Freiherr von der Pfordten gehörte einer bayrischen Beamtenfamilie an. Sein Vater war der Jurist und Politiker Ludwig von der Pfordten. Die Mutter, Adelgunde, geborene Marx (1823–1873), war die Tochter des Kaufmanns und Bankiers Adalbert Fr. Marx in Leipzig. Hermann wuchs mit den Geschwistern Kurt (1847–1907), Otto, Elisabeth und Helene (Nelly) in München auf. Der 1923 getötete Hitler-Putsch-Teilnehmer und Jurist Theodor von der Pfordten war ein Cousin.
Hermann von der Pfordten legte 1874 die Abiturprüfung am Münchner Maximiliansgymnasium ab, unter anderem mit Eugen Albert, Theodor Henkel, Karl Emich Graf von Leiningen-Westerburg, Max Planck und Anton Riemerschmid. Er studierte klassische Philologie und Musikwissenschaften an der Ludwig-Maximilians-Universität München und der Universität Leipzig, promovierte 1878 im Fach klassische Philologie und lehrte seit 1882 als Privatdozent im Fach Musikgeschichte an der Fakultät für Philosophie in München. 1906 erhielt er Titel und Rang eines außerordentlichen Professors. Als seine Schüler werden genannt: der Geiger Alfred Pellegrini (1887–1962) sowie die Komponisten Friedrich Mecke (1890–1965), Eugen Auerbach (1898–1944) und Ivo Cruz (1901–1985). Nach zunächst einigen Werken zur griechischen Sprache veröffentlichte Hermann von der Pfordten im Bereich der Musikgeschichte.
1882 erwarb er das Heimatrecht in München und heiratete Marie Vetter aus Würzburg (* 25. Juni 1857). Der Philologisch-Historische Verein München im Naumburger Kartellverband ernannte ihn zum Ehrenmitglied.

## Schriften
- De dialecto Thessalica commentatio. Inaugural-Dissertation. Kaiser, München 1878.
- Zur Geschichte des griechischen Perfectums. Christian Kaiser, München 1882.
- Zur Geschichte der griechischen Denominativa. J.C.Hinrichs, Leipzig 1886.
- Handlung und Dichtung der Bühnenwerke Richard Wagners nach ihren Grundlagen in Sage und Geschichte. Trowitzsch, Berlin 1893 (7. Auflage 1920).
- Musikalische Essays (Kunst und Dilettantismus; Grundlagen der Gesangskunst; Leonore im „Fidelio“ und Else im „Lohengrin“). C.H.Beck'sche Verlagsbuchhandlung, München 1897.
- Musikalische Essays. Neue Folge (Das Nationale in der Tonkunst; „Wilhelm Tell“. Schillers Drama und Rossinis Oper; Goethes „Faust“und Gounods „Margarete“; Das Leitmotiv als Stilprinzip). C.H.Beck'sche Verlagsbuchhandlung, München 1899.
- Vier Lieder mit Begleitung durch Pianoforte. A. Schmid, München (1900).
- Heinrich Vogl zur Erinnerung und zum Vermächtniss. Carl Haushalter, München 1900.
- Mozart. Mit einem Portrait des Künstlers von Doris Stock. Quelle & Meyer, Leipzig 1908.
- Beethoven. Quelle & Meyer, Leipzig 1913.
- Franz Schubert und das deutsche Lied. Quelle & Meyer, Leipzig 1916.
- Deutsche Musik auf geschichtlicher und nationaler Grundlage dargestellt. Quelle & Meyer, Leipzig 1917 (2. Auflage 1920).
- Carl Maria von Weber. Quelle & Meyer, Leipzig 1919.
- Robert Schumann. Quelle & Meyer, Leipzig 1920.
- Einführung in Richard Wagners Werke und Schriften. Velhagen & Klasing, Leipzig 1921.
- Robert Franz. Quelle & Meyer, Leipzig 1923.
- Der Musikfreund. Gemeinverständliche Einführung in die Musik. Franckh'sche Verlagsbuchhandlung, Stuttgart 1923.